# Нікола Кусту
Нікола Кусту (фр. Nicolas Coustou; 1658-1733) — французький скульптор епохи бароко, брат Гійома Кусту. Автор декоративної скульптури для палаців і парків Версаля, Марлі і ін.

## Біографія
Першим вчителем Ніколи був батько, який працював різб'ярем по дереву. У 1677 році поїхав до Парижа вчитися скульптурі у свого дядька Антуана Куазево. У 1682 році отримав Римську премію та грант на дворічне навчання у Римі (1683—1686). Повернувшись до Парижа, він займається створенням скульптур для парку Версаля. З 1702 року — професор Королівської академії живопису та скульптури, а у 1720 році стає ректором академії.
Основні твори:
- Гладіатор Боргезе (1687, Париж, Лувр)
- Крилатий геній, барельєф (1692, Париж, церква Будинку інвалідів)
- Сфінкс і діти (1701, Марлі)
- Німфа з сагайдаком і німфа з голубом (1701, Версаль)
- Мелеагр, що вбиває вепра (1706, Версаль)
- Адоніс, який відпочиває після полювання (1710, Париж, Лувр)
- Сена і Марна (1711, Париж, Тюїльрі)
- Юлій Цезар (1722, Париж, Лувр)
- Оплакування Христа (1712—1725, Париж, собор Паризької Богоматері)
- Людовик XV в образі Юпітера (1733, Париж, Лувр)
- Маршал Віллар (1714, Екс-ан-Прованс, ратуша).

## Галерея

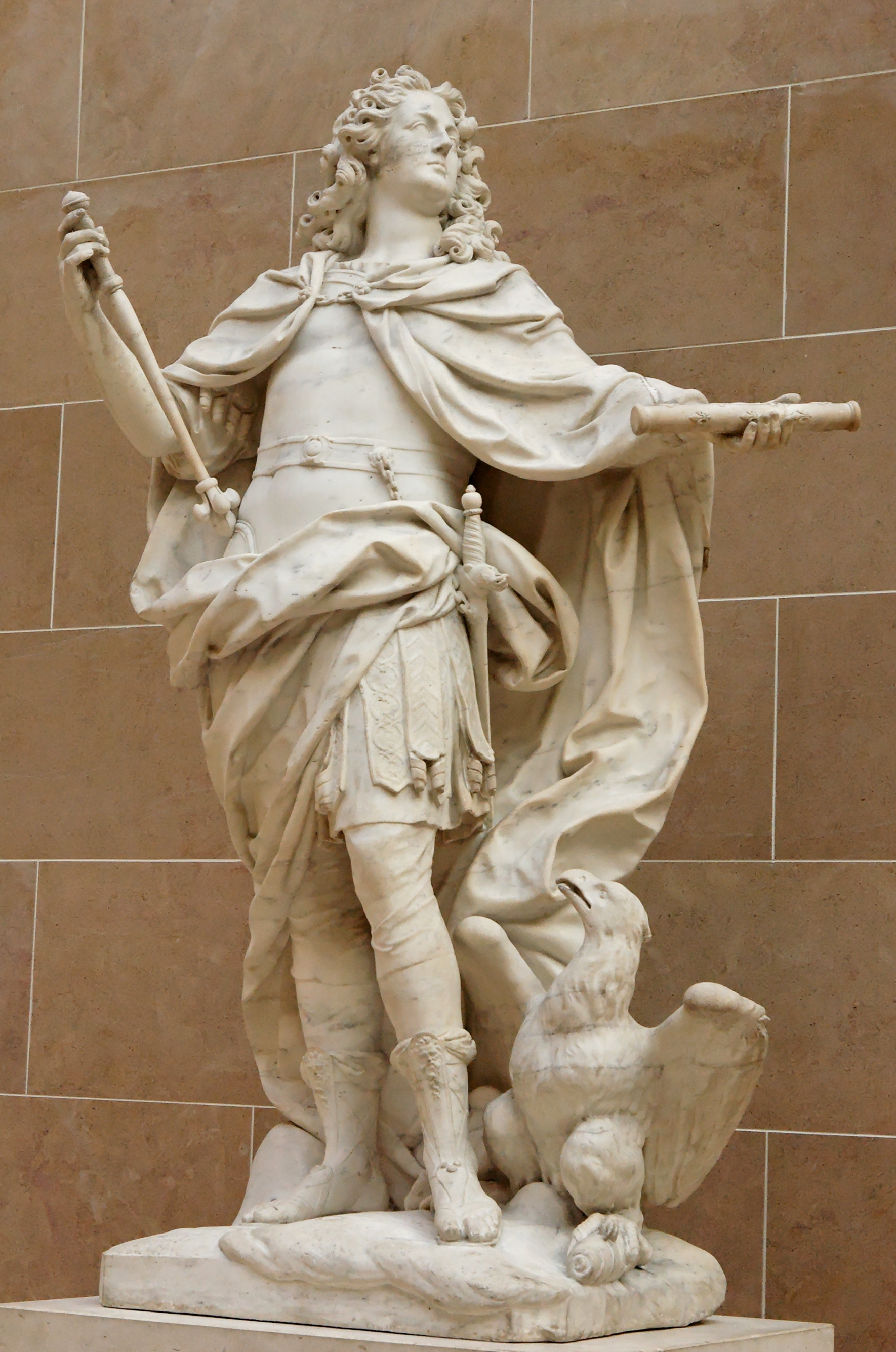
Король Луї XV в образі Юпітера
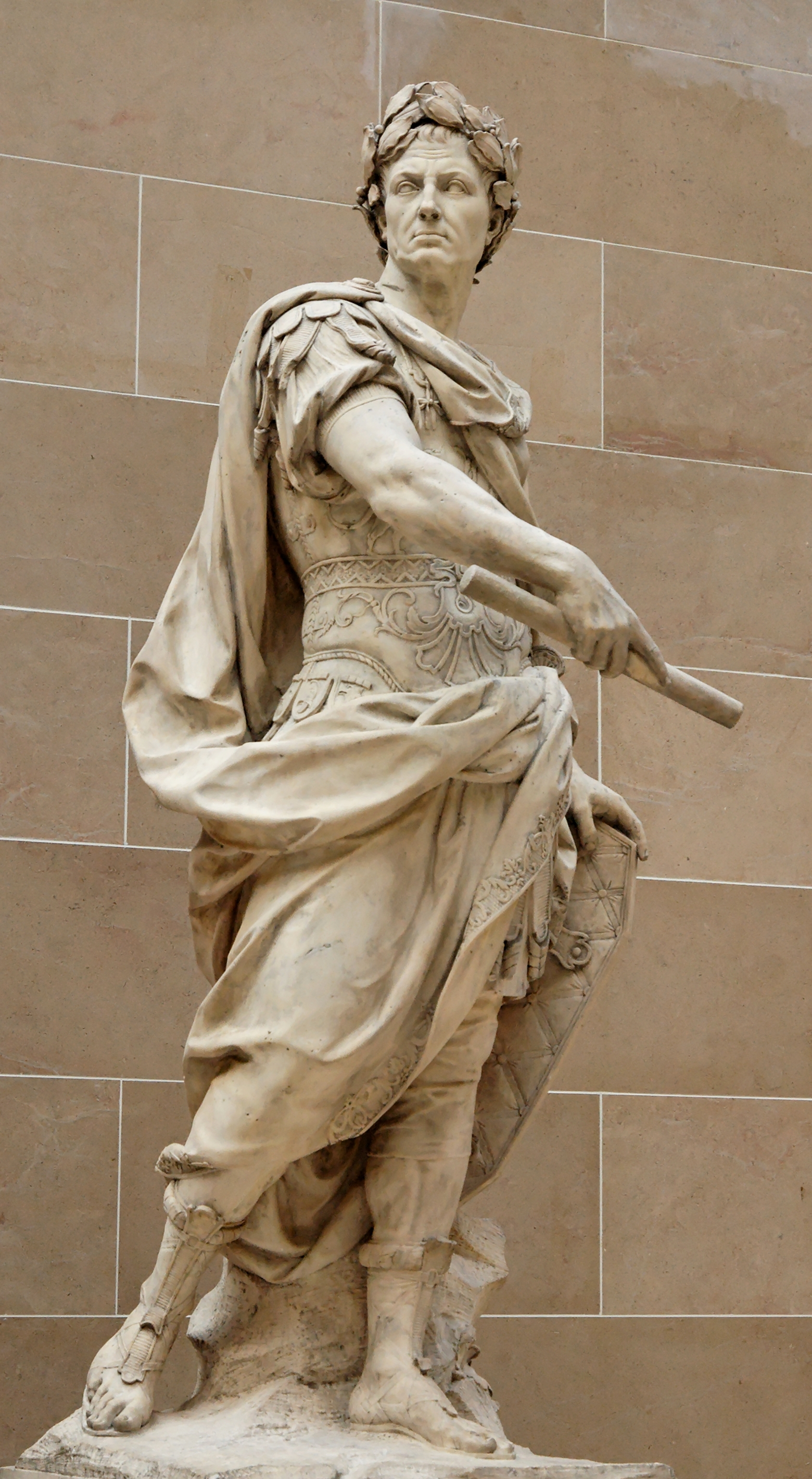
Юлій Цезар
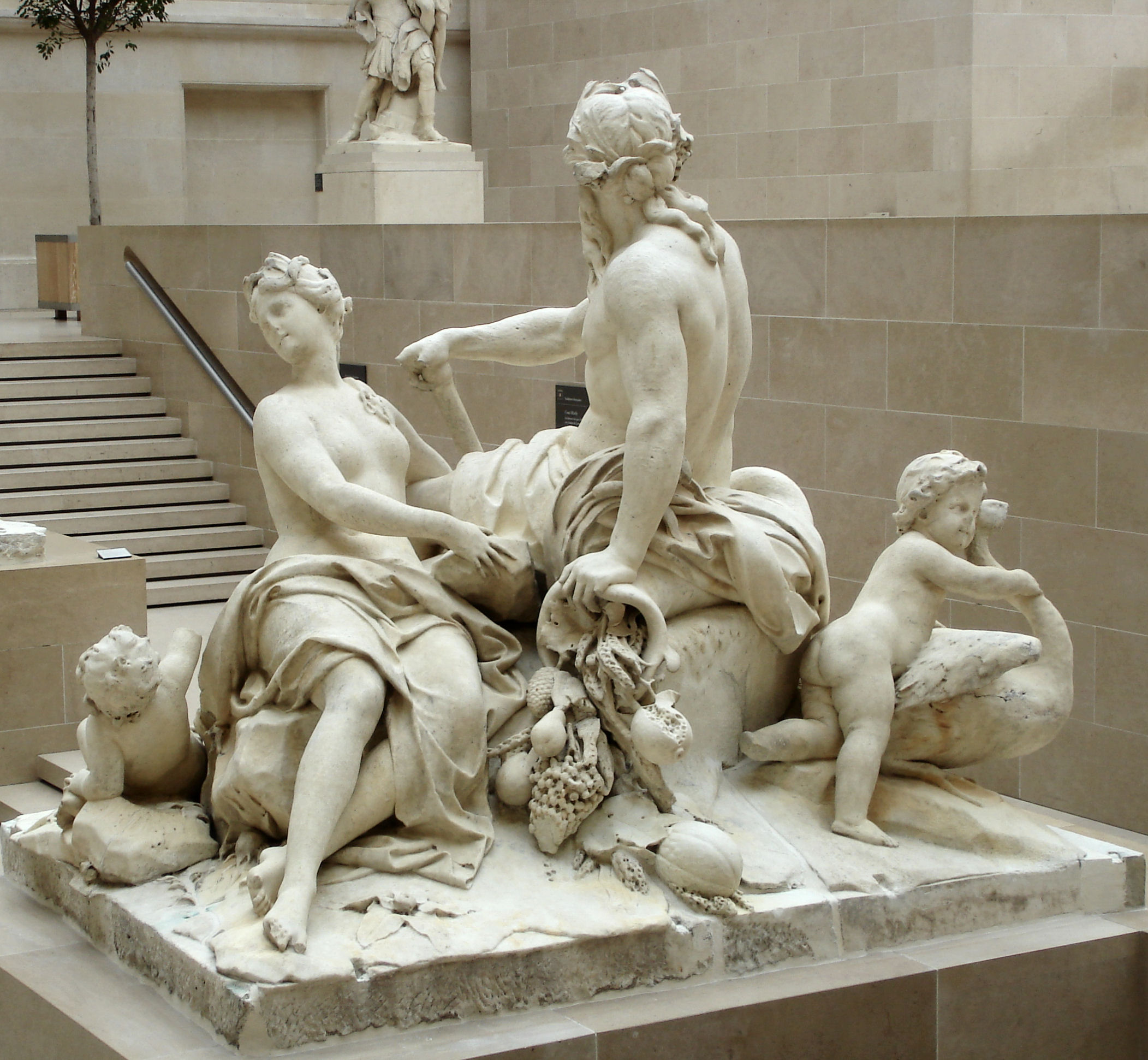
Сена і Марна
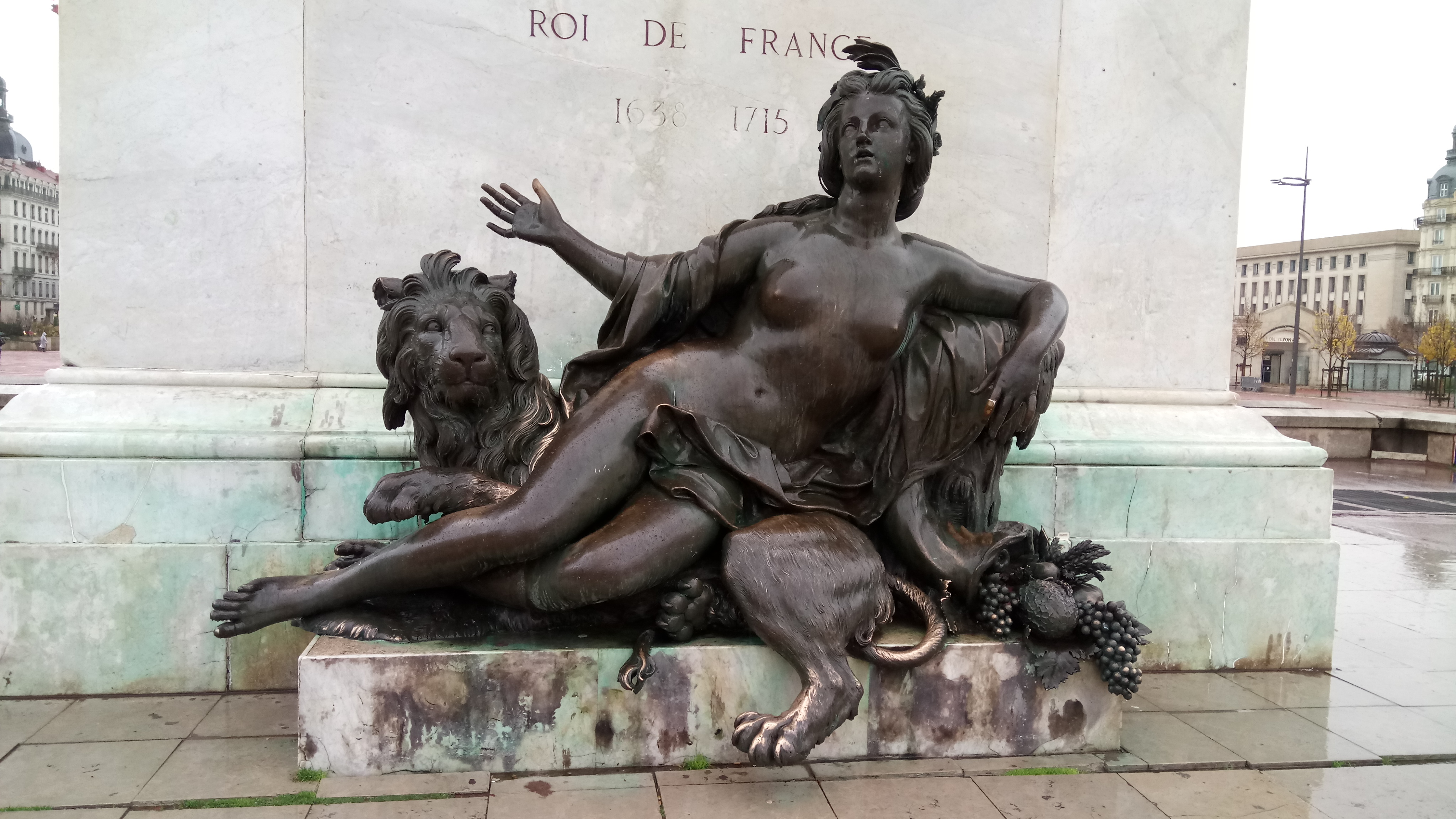
Алегорія Сони
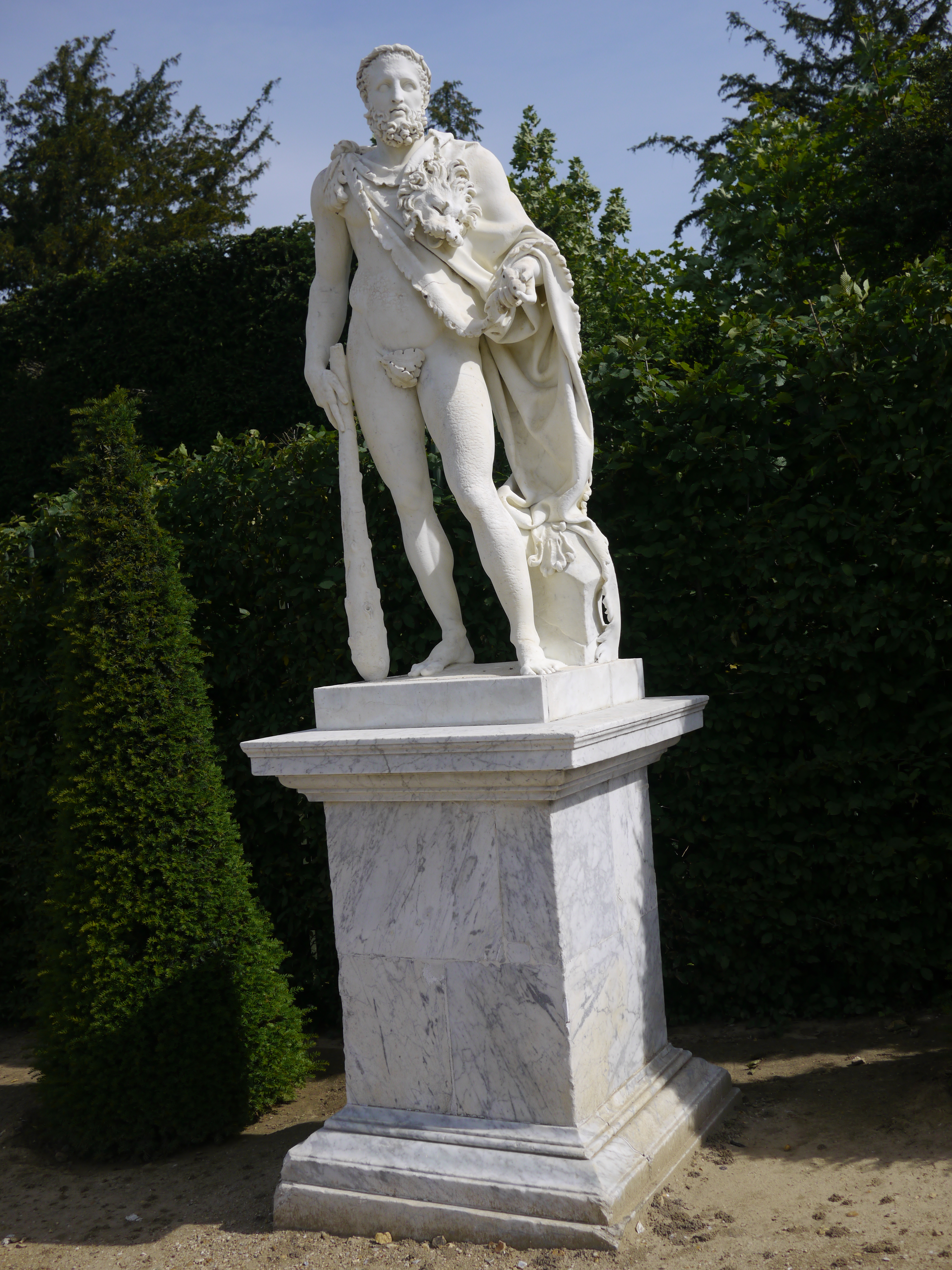
Імператор Коммод в образі Геркулеса
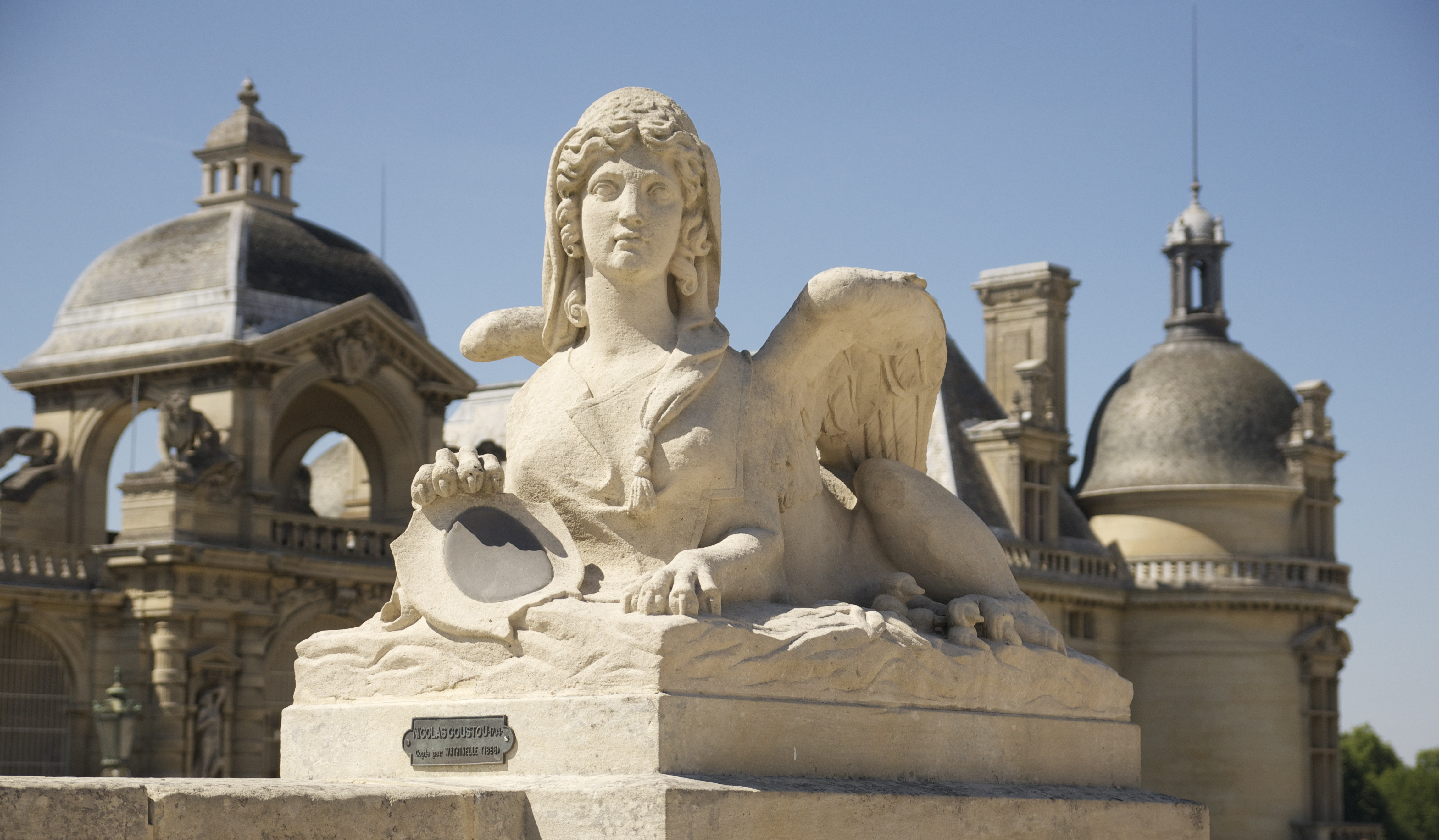
Сфінкс